# Burgrabia starościński
Burgrabia (łac. burggrabius capitanei, dawniej także murgrabia) – urząd grodzki I Rzeczypospolitej, zastępca starosty grodowego.

## Kompetencje
Urząd ten powstał w czasach upadku rzeczywistego znaczenia urzędu kasztelana, stąd też przejął część jego kompetencji. Jako zarządca zamku (łac. praefectus castrorum) czuwał nad powierzonym sobie zamkiem, dbając o bezpieczeństwo miasta. Jego kompetencje w wielu przypadkach pokrywały się z kompetencjami podstarościego. 
Burgrabia przeprowadzał egzekucję sądową, aresztował zakłócających sesje sądowe, chwytał przestępców. Od 1507 na mocy konstytucji sejmowej do jego kompetencji należało pilnowanie bezpieczeństwa na drogach. 
Burgrabiowie byli mianowani przez starostów spośród szlachty zamieszkującej daną ziemię. Nie mogli nimi zostać kasztelanowie ani urzędnicy ziemscy.
W Wielkopolsce istniał urząd burgrabiów ziemskich (łac. burgrabii terrestres), którzy byli odpowiednikami podstarościch w innych prowincjach Rzeczypospolitej. W XV w. w Wielkopolsce posiadali bardzo silną pozycję w sądownictwie grodzkim, do tego stopnia, że można nawet zaryzykować twierdzenie, że było to sądownictwo burgrabiowskie. Swe funkcje sądowe pełnili do początku XVI w., kiedy to utracili je na rzecz tzw. "surogatorów". Pomimo zakazu orzekania wydanego w 1429 r. w Kościanie przez króla Władysława Jagiełłę, w dalszym ciągu orzekali w zastępstwie starostów. Do sądowych uprawnień burgrabiów należało m.in.: orzekanie w sądach grodzkich, pociąganie do odpowiedzialności sądowej za naruszenie czterech artykułów grodzkich, przyjmowanie zeznań i wpisów, rękojemstwa, wykonywanie wyroków sądowych, pełnienie funkcji policyjnych, wykonywanie wyroków sądów ziemskich i grodzkich, przeprowadzanie egzekucji, ciążenie i wprowadzanie w dobra, osadzanie w więzieniu, nadzór nad funkcjonowaniem kancelarii sądowej, czuwanie nad bezpieczeństwem sądów i podróżnych. W razie potrzeby mógł powoływać swego zastępcę wiceburgrabiego. Nie sądził jednoosobowo lecz miał do pomocy sędziego lub podsędka.
Najwyżej w hierarchii stał burgrabia krakowski, ale urząd ten zaliczany był już do stanowisk centralnej administracji państwa.
Na Warmii burgrabiowie byli odpowiednikiem starosty grodowego w Koronie i podlegali warmińskiemu wójtowi krajowemu.
W tzw. wielkich miastach pruskich (Gdańsku, Toruniu i Elblągu), włączonych do Królestwa Polskiego w ramach Prus Królewskich, ale posiadających dużą niezależność i samorządność, burgrabia był namiestnikiem króla. Król mógł wybrać burgrabiego tylko spośród kandydatów do tego urzędu, których wskazywały Rady miejskie tych miast (w Toruniu z czterech kandydatów, w Gdańsku z ośmiu). Interesy króla w tych miastach osłabiał więc fakt, iż burgrabia reprezentował jednocześnie interesy Rady. 
W wielkich miastach pruskich burgrabia stał na straży bezpieczeństwa publicznego w mieście, prowadził procesy w sprawach przeciwko naruszaniu pokoju publicznego i rozbojom w obrębie obwarowań, a do XVIII w. sądy miejskie musiały uzyskać jego zgodę na wykonanie wyroku śmierci. Wyroki jego były ostateczne i nie mogły być kwestionowane przez władze miejskie.